# The Muppets (Fernsehserie)
The Muppets ist eine US-amerikanische Fernsehserie, die am 22. September 2015 ihre Premiere beim Sender ABC feierte und die gleichnamigen Puppen von Jim Henson (siehe Die Muppet Show) als Hauptdarsteller hat. Am 22. Mai 2016 wurde die Serie aufgrund schlechter Einschaltquoten nach nur 16 Folgen eingestellt.

## Inhalt
Die Serie begleitet im Stil einer Dokumentation einige der Muppets bei ihrem „Leben“ in Los Angeles. Hauptsächlich wird hinter den Kulissen der fiktionalen Late-Night Show „Up Late with Miss Piggy“ gedreht. Miss Piggy ist die Moderatorin und Kermit der Producer. Das ist nicht immer einfach, denn Kermit hat Piggy erst vor kurzem verlassen.

## Charaktere

### Figuren von Jim Henson
- Kermit, der Frosch
- Miss Piggy
- Fozzie Bär
- Gonzo
- Rizzo
- Yolanda
- Pepé
- Scooter
- Sweetums
- Bobo der Bär
- (Onkel) Tödlich
- Sam, der amerikanische Adler
- Rowlf
- Doktor Honigtau-Bunsenbrenner
- Beaker
- Electric Mayhem bestehend aus Doktor Goldzahn, Sgt. Floyd Pepper, Janice, Zoot und dem Tier
- Waldorf und Statler
- Chip (der IT-Experte)
- Big Mean Carl
- Das Tier (The Animal)

### Neue Figuren
- Denise: Diese Schweinedame ist Kermits neue Freundin. Sie arbeitet jedoch nicht im Team der Late Night Show, sondern ist Leiterin der Marketing-Abteilung des Senders.
- Becky: Sie ist Fozzies Freundin; im Gegensatz zu ihm aber ein Mensch. Ihre Eltern kommen mit ihrer Beziehung nicht besonders zurecht, sie haben Vorurteile gegenüber Bären.
- Pache: Ist ein "Branding-Guru", der vom Sender geschickt wird um die Sendung aufzupeppen. Bei den Muppets ist er wenig beliebt und er gerät besonders mit Kermit oft aneinander. Pache buchstabiert selbst seinen Namen "Pizza".
- Lucy Royce: Sie ist die Chefin des Networks, auf dem „Up Late with Miss Piggy“ läuft. Sie hat den Eindruck, dass in der Talkshow zu viel geredet wird und engagiert Pache, um die Show wieder "relevant" zu machen.

## Gastauftritte
- Elizabeth Banks
- Josh Groban
- Christina Applegate
- Reese Witherspoon
- Kristin Chenoweth
- Chelsea Handler
- Jason Bateman
- Jack White
- Lea Thompson

## Episoden
Die Erstausstrahlung der Serie sendete der US-amerikanische Sender ABC vom 22. September 2015 bis zum 1. März 2016. In Deutschland wurde sie vom 3. Dezember 2016 bis zum 21. Januar 2017 auf dem Free-TV-Sender ProSieben gezeigt.
| Nr. (ges.) | Nr. (St.) | Deutscher Titel                  | Originaltitel             | Erstausstrahlung (USA) | Deutschsprachige Erstausstrahlung (D) |
| ---------- | --------- | -------------------------------- | ------------------------- | ---------------------- | ------------------------------------- |
| 1          | 1         | Der verhasste Gast               | Pig Girls Don’t Cry       | 22. Sep. 2015          | 3. Dez. 2016                          |
| 2          | 2         | Neue Besen kehren mies           | Hostile Makeover          | 29. Sep. 2015          | 3. Dez. 2016                          |
| 3          | 3         | Der Bär ist los                  | Bear Left Then Bear Write | 6. Okt. 2015           | 10. Dez. 2016                         |
| 4          | 4         | Spaß mit Piggy                   | Pig Out                   | 13. Okt. 2015          | 10. Dez. 2016                         |
| 5          | 5         | Zickenterror                     | Walk The Swine            | 27. Okt. 2015          | 17. Dez. 2015                         |
| 6          | 6         | Der Ex-Faktor                    | The Ex-factor             | 3. Nov. 2015           | 17. Dez. 2016                         |
| 7          | 7         | Bloß keinen Stress!              | Pig’s In A Blackout       | 10. Nov. 2015          | 24. Dez. 2016                         |
| 8          | 8         | Verknallt in Chelsea             | Too Hot To Handler        | 17. Nov. 2015          | 24. Dez. 2016                         |
| 9          | 9         | Der große Gonzo                  | Going, Going, Gonzo       | 1. Dez. 2015           | 31. Dez. 2016                         |
| 10         | 10        | Das Mindy-Problem                | Single All The Way        | 8. Dez. 2015           | 31. Dez. 2016                         |
| 11         | 11        | Nicht unser Ding, das Marketing? | Swine Song                | 2. Feb. 2016           | 7. Jan. 2017                          |
| 12         | 12        | Zeigt her eure Schwänzchen!      | A Tail Of Two Piggies     | 9. Feb. 2016           | 7. Jan. 2017                          |
| 13         | 13        | Schwein sucht Freund für’s Leben | Got Silk?                 | 16. Feb. 2016          | 14. Jan. 2017                         |
| 14         | 14        | Lügen haben grüne Beine          | Little Green Lie          | 23. Feb. 2016          | 14. Jan. 2017                         |
| 15         | 15        | Die Sau ist raus!                | Generally Inhospitable    | 1. März 2016           | 21. Jan. 2017                         |
| 16         | 16        | Alles nur aus Liebe              | Because … Love            | 1. März 2016           | 21. Jan. 2017                         |